# 서울대학교

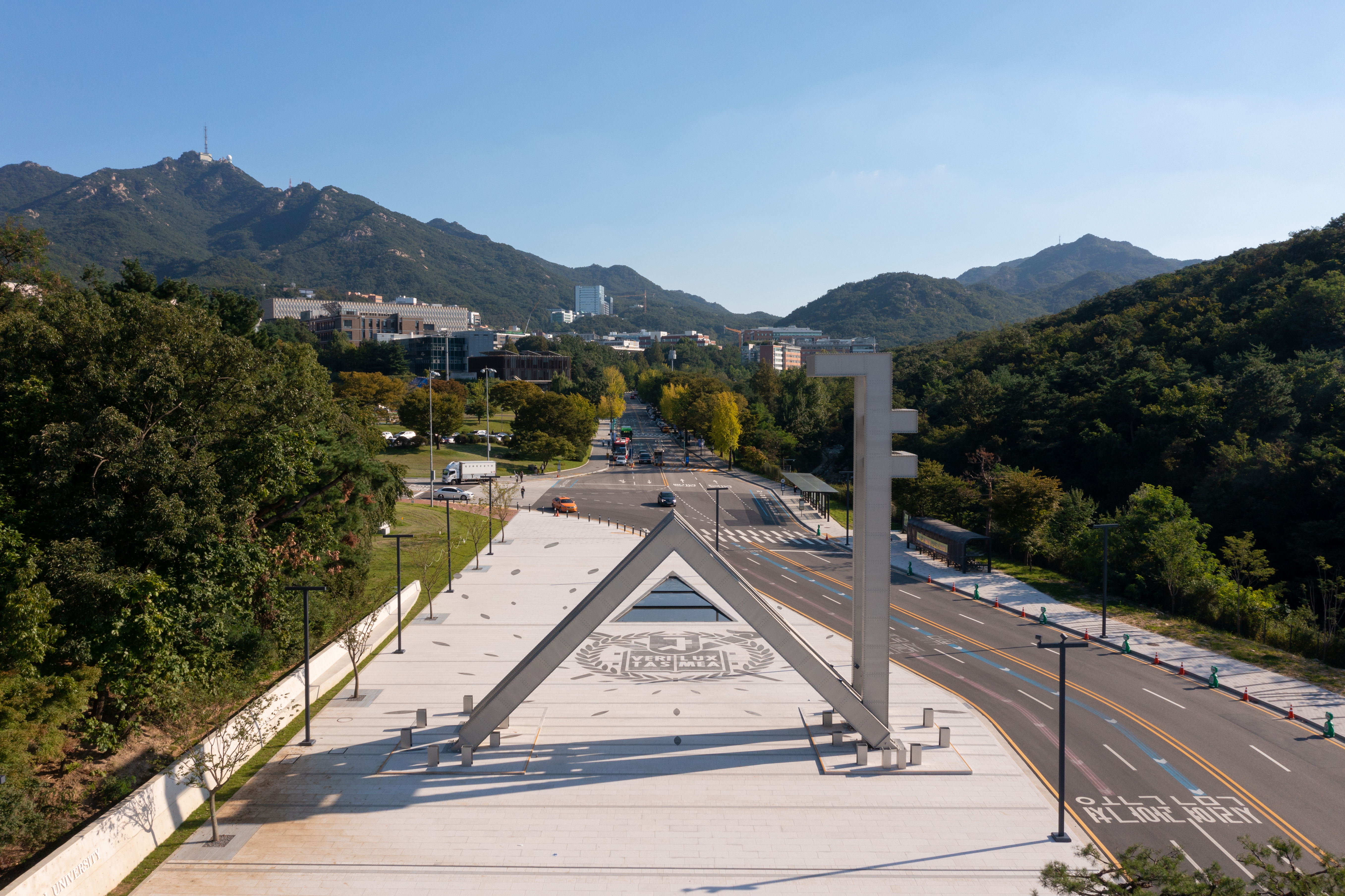
서울대학교 관악캠퍼스 정문광장

서울대학교(영어: Seoul National University)는 대한민국 서울특별시 관악구에 있는 국립 대학이다.
1946년에 경성제국대학을 포함한 여러 관·공·사립 전문학교가 통합되면서 국립종합대학 ‘국립서울대학교’가 설립되었다. 1948년에 ‘서울대학교’로 명칭이 바뀌었고, 2011년에는 국립대학법인으로 변경되었다. 법인의 명칭은 국립대학법인 서울대학교이다. 현재 서울대학교는 대한민국의 거점국립대학교 가운데 하나이다.
2020년 기준으로 국립대학법인 서울대학교 설립·운영에 관한 법률 제4조 제1항 제4호에 따라 주된 사무소를 서울특별시 관악구에 소재한 관악캠퍼스에 설치하고, 그밖에 서울특별시 종로구, 강원특별자치도 평창군, 경기도 시흥시에 멀티캠퍼스를 두고 있다. 15개 단과대학 82개 학과(부), 1개 자유전공학부, 1개 일반대학원 석사과정 5계열 72학과(부) 31개 협동과정, 박사과정 5계열 73학과(부) 32개 협동과정, 12개의 전문대학원 15개 학과(부)로 구성되어 있다.

## 역사

### 서울대학교의 기원
19세기 말 대한제국의 고종 광무 태황제는 자력 근대화를 위한 교육 사업을 추진하면서 처음으로 여러 근대식 고등 교육 기관을 했다. 1895년 4월 19일, 칙령을 통해 최초의 근대 법학 교육기관인 법관양성소가 설립됐고, 그해 5월 6일 입학시험을 통해 학생을 선발하고 다음해 이준을 포함한 47명이 졸업장을 받았다. 조선 최초의 근대적 국립 고등 교육 기관의 역사가 시작된 것이다. 법관양성소는 이후 법학교(1909년) - 경성전수학교(1911년) - 경성법학전문학교(1922년) - 국립서울대학교 법과대학(1946년)을 거쳐 서울대학교 법과대학이 2018년 2월까지 존속하고 문을 닫는다. 2018년 3월 이후에는 서울대학교 법과대학 학사과정은 더 이상 존재하지 않고 법과대학 석사과정과 박사과정만이 남아있게 되었다.
1895년 5월 10일 소학교 설립 준비의 일환으로 소학교 교사 양성기관인 ‘한성사범학교’가 설립됐다. 일곱 차례에 걸쳐 졸업생 195명의 졸업생을 배출한 한성사범학교는 이후 관립경성고등보통학교 사범과(1911년) - 국립서울대학교 사범대학(1946년)을 거쳐 서울대학교 사범대학으로 이어졌다.
고종은 1897년 대한제국을 선포한 후 더욱 적극적으로 고등 교육 기관 설립을 추진했다. 1899년 고종은 “우리나라에 각종 학교를 대략 설치했으나 의학교는 아직 만들지 않았다”며 의학교관제를 반포하고 전문 의료인을 양성했다. 의학교는 이후 대한의원 교육부-경성의학전문학교-국립서울대학교 의과대학을 거쳐 서울대학교 의과대학 및 의학전문대학원으로 계승됐다. 대한의원은 1901년 최초로 교육부 산하에 산파 및 간호부양성과를 신설하는데 이는 서울대학교 간호대학의 시작이었다. 1904년에는 농업과 상업을 가르치는 농상공학교가 개교했고, 이후 분화와 재편을 거듭하면서 국립서울대학교 농과대학을 거쳐 서울대학교 농업생명과학대학으로 이어졌다.

### 개교와 그 이후의 변천
1946년 7월 13일 미 군정청 문화교육부는 '국립서울종합대학안'을 공식 발표했다. 서울대학교에 따르면, 조선교육심의회에서 현대적 국립대학을 건립할 때 경성대학을 중심으로 여러 관 · 공립 및 사립의 전문학교를 통합하자는 구상이 있었다고 한다. 1946년 8월 22일에 ‘국립서울대학교 설립에 관한 법령’이 공포됨으로써 서울대학교는 공식적으로 설립됐다. 이 법령의 내용은 경성대학을 중심으로 여러 관 · 공 · 사립 전문학교를 통합하여 종합 대학을 설립하는 것이었는데, 9개 단과대학(문리과대학, 공과대학, 농과대학, 법과대학, 사범대학, 상과대학, 의과대학, 예술대학, 치과대학)과 1개 대학원으로 구성된 ‘국립서울대학교’가 1946년 10월에 개교하였다. 초대 총장으로 해리 엔스테드 미국 해군 대위가 취임하였다. 그러나 설립 과정에서 기존 대학에 있던 교수, 직원, 학생들은 반대 운동을 강렬히 전개했으며, 이를 국대안 파동이라 부른다.
한국 전쟁의 발발로 1951년부터는 부산으로 옮겨가 전시연합대학의 형태로 수업을 진행해야 했다. 이듬해 5월에 전시 연합대학은 해체됐으며, 그 다음 해인 1953년 9월 18일이 돼서야 본부와 문리과 대학이 서울로 돌아오게 됐다.
1960년에는 독재 정권에 항거한 4·19 혁명으로 서울대학교 재학생 7명이 사망했으며, 그 해 11월 민족통일연맹이 결성됐다. 4·19 혁명이 끝나고 대학에는 학생회 조직과 같은 자율적인 분위기가 잠시 조성됐으나 이듬해 5·16 군사 정변으로 탄압이 다시 이어졌다. 1960년대는 이에 대한 학생들의 저항이 계속 이어지는 시기였다. 한편 1961년에는 정부의 ‘국립대학 정비절차’에 따라 많은 사범대 학과가 폐지되고 문리대로 합쳐지는 일이 벌어지기도 했다. 사범대 교수와 학생들은 이에 거세게 항의했으며, 이듬해 정부는 없어진 학과들을 다시 부활시켰다.
1970년대 중반까지 서울대학교 단과대학들은 서울특별시 동숭동(문리과대학), 연건동(의과대학), 을지로(사범대학, 음악대학), 공릉동(공과대학), 종암동(상과대학), 경기도 수원시(농과대학) 등 곳곳에 나뉘어 있었다. 이에 서울대학교는 종합화 계획을 세우고 1975년에 공과대학, 농과대학(현재 농업생명과학대학, 수의과대학)과 의과대학 본과만을 제외하고 단과대학들을 모두 새로 세운 관악캠퍼스로 이전하였고, 1980년에는 노원구 공릉동의 공과대학을 관악캠퍼스로 이전하였다. 현재 공릉동 캠퍼스는 서울과학기술대학교가 사용하고 있다. 수원에 남아 있던 단과대학도 2003년에 관악으로 이전하게 됨에 따라 현재와 같이 관악과 연건캠퍼스만 남게 됐다.
한편 10월 유신 이후 계속 억눌려 있던 대학에는 1987년 6월 항쟁으로 민주화 분위기가 조성됐으며 1991년에 총장 선출 방식도 직선제로 변경됐다. 첫 직선제 총장인 김종운을 시작으로 이수성, 선우중호, 이기준, 정운찬, 이장무, 오연천 등이 총장으로 선출됐다.
2011년 12월 28일에는 새로 시행된 ‘국립대학법인 서울대학교 설립·운영에 관한 법률’에 따라 1946년 이래 65년 동안 유지해왔던 국립대학교 체제로부터 독립법인 체제로 전환하였다. 2014년 6월에는 평창캠퍼스가 준공됐으며 같은 해 7월 법인화로 전환된 이후에 치러진 첫 간선제 총장 선거에서 성낙인이 제26대 총장으로 선출되면서 2018년 7월까지 맡았다.

## 총장
서울대학교 총장은 대한민국 내에서의 서울대학교의 위상으로 인해 대한민국 고등교육 및 학문 분야의 수장으로 여겨지고 있으며, 그 지위는 장관급이다.
1946년 개교 이후 총 26명의 총장이 배출되었으며 이들 중 3명이 국무총리, 6명이 장관을 지냈다. 개교 초기부터는 정부에서 임명하는 관선제였으나 1987년 6월 민주항쟁 이후 제19대 총장부터 직선제로 바뀌었으며, 2011년에 법인화로 전환된 이후 간선제로 다시 바뀌었다.

## 캠퍼스

### 역사적 캠퍼스

#### 동숭캠퍼스

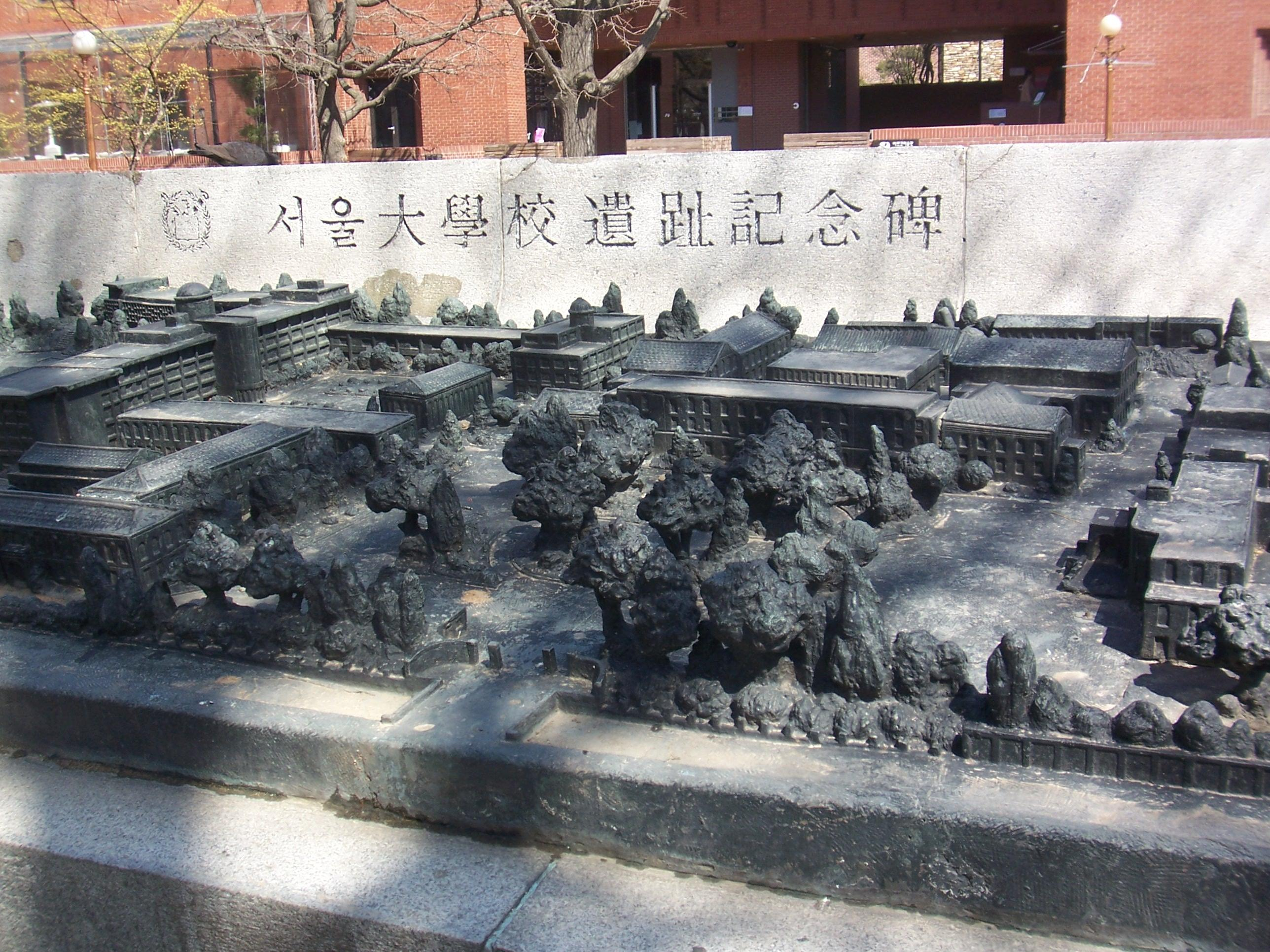
서울대학교 유지기념비(마로니에공원 내 소재)

해방 후 서울대학교 문이과대학, 법과대학이 설치된 곳은 과거 경성제국대학 법문학부(京城帝國大學法文學部)가 자리하고 있던 곳이었다. 한국 전쟁 중에는 한 때에 공산군의 병영으로 사용되기도 했다. 경성제국대학 법문학부 교수였던 우에노(上野)가 대학의 경관조성을 위해 지중해 지역에서 선박편으로 마로니에 나무 3그루를 실어와 심었는데 마로니에 이외에도 10여 그루의 은행나무, 느티나무, 그 외에 차츰 자작나무, 개나리, 라일락 등도 심어져 지금의 마로니에 공원을 이루게 됐다. 당시 교정은 아름답기가 서울의 10대 정원(庭園) 중 하나로 꼽힐 정도였었다.
도서관
도서관 건물은 1927년 8월에 경성제대 법문학부 연구실을 겸해 세워진 건물로, 4층짜리 철근 콘크리트 구조물이었다. 당시 총건평 1,491평 중에 도서관은 사무실 및 열람실 519평, 서고 392평이었는데 해방 후 1층을 더 올려 5층이 됐다. 1975년 당시 열람실은 154평에 불과해 4백여 명을 수용할 정도였다고 한다. 해방 직전의 장서 수는 55만권에 달하였으나 해방 후 30년 동안 늘어난 장서의 양은 10만 권 미만이었다고 한다.
강의실
문리대 운동장 쪽에 있었던 빨간 벽돌조 3층 건물로, ‘대한민국 최고의 대학 강의실’이라는 평가를 받았다. 강의실의 수는 16개로, 원래 경기도립상업전문학교 건물이었던 것을 1926년 경성제대가 인수를 해 사용하였다. 경성제대는 그 후 2년에 걸쳐 이 건물 주변에 도서관, 본관 등을 지어 대학으로서의 모습을 갖추어 나갔던 것이다. 1964년 과학관 건물이 지어지자 그 뒤에 가려 햇볕이 잘 들어오지 않게 됐고 상대적으로 초라한 모습이 됐다.
본부
1931년 9월 완공된 건물로 1975년 관악캠퍼스로 이전하기 전까진 서울대학교 본부로 쓰였다. 본부 건물을 제외하고는 모두 철거됐으며 현재 그 자리에는 마로니에 공원이 들어서게 됐다.

#### 구 사대·상대 캠퍼스
서울대학교 사범대학은 동대문구 용두동에 있었다. 1920년대 경성여자사범학교로 지어진 것을 서울 수복 후 옮겨온 것으로, 캠퍼스 뒤에는 선농단이 있었다. 한편 상과대학은 성북구 종암동 19번지(현 서울대학교 사범대학 부설고등학교 자리)에 있었으며, 원래 경성고등상업학교 건물이었다. 벽돌 건물 안에 연구실 35곳, 강의실 16곳이 있었다. 송림에 감싸여 황성(荒城)의 숲으로 통했으며, 인근에 고려대학교가 있었다. 1975년 관악캠퍼스로 이전한 뒤 이들 건물은 현재 모두 철거됐다.

#### 이공캠퍼스
노원구 공릉2동에 있던 구 경성제국대학 이공학부 건물을 이어받아 광복 이후 서울대학교 공과대학이 자리잡았으며, 다른 단과대보다 조금 늦은 1980년에 관악캠퍼스로 이전하였다. 당시의 건물은 현재 서울과학기술대학교가 사용하고 있으며 계속 관리되고 있다.

#### 기타
과거 서울대 사범대학 부속국민학교가 사용하던 서울 중구 을지로의 땅은 현재 국방부와 법정 다툼을 벌이고 있다. 해당 토지의 크기는 약 4만m2 정도로 현재 미군 극동사령부 공병단이 점유하고 있다.

### 현재 캠퍼스

#### 관악캠퍼스

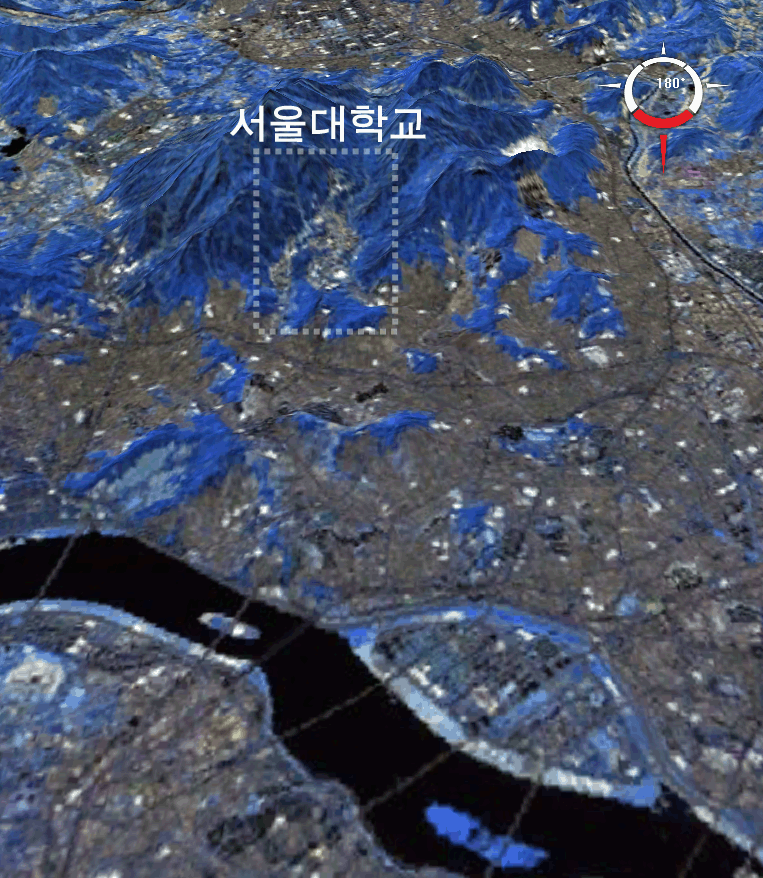
위성으로 바라본 관악캠퍼스(관악산의 북향 사면으로 캠퍼스가 보인다.)

대학 본부가 있는 관악캠퍼스는 1975년 서울대학교 종합화 계획에 따라 조성됐다. 원래는 관악골프장이 있던 자리였다. 1970년대 1만 4천여 명이었던 학생 수가 1980년대에는 2만 4천여 명 이상으로 늘어나면서 학교 식당 등의 생활 지원 시설 및 연구 시설이 부족해지기 시작했고, 1987년 ‘서울대학교 발전장기계획-캠퍼스부문계획’이 수립돼 시설 면적이 기존에 비해 2배가량 늘어났다. 현재 관악캠퍼스에 있는 약 200개의 건물 중 절반은 1990년 이후에 지어졌으며, 캠퍼스를 감싸고 있는 순환도로의 길이는 약 5킬로미터이다.
서울대학교의 로고는 ‘서울’, ‘국립’, ‘대학교’의 머리글자인 'ㅅ', 'ㄱ', 'ㄷ'을 따서 만들어졌으며, 개교 60주년을 맞아 은회색을 입혔다. 정문 디자인을 새롭게 구상한 디자인학부의 백명진 교수에 따르면, 중립적인 색상인 은회색을 통해 공적인 교육 공간의 느낌을 표현하였고 조명을 설치해 24시간 열려 있는 서울대의 이미지를 구현한 것이라고 한다. 서울대 정문은 지하철 2호선 서울대입구역에서 약 2km 떨어진 곳에 있는데 이는 서울 지하철에서 대학 이름을 역명으로 사용하는 역 중 가장 먼 거리에 위치한 것이다.
정문 근처에는 대운동장을 끼고 제일 가까이 체육관과 미술관, 경영대학 등이 있다. 서울대학교 체육관은 세계 최초의 올림픽 탁구 경기장으로서 1988년 서울 올림픽 탁구 경기가 이 곳에서 열렸다. 그 뒤로 산 쪽으로 사회과학대학, 법과대학, 음악대학, 미술대학, 인문대학, 사범대학 등의 순서로 인문 계통의 단과대학이 있으며 중앙도서관의 터널을 경계로 반대편에는 약학대학, 자연과학대학, 공과대학 등 이과 계통의 단과대학이 있다. 정문에서 순환도로를 따라 왼쪽으로 오르면 후문으로 가는 갈림길(속칭 ‘기숙사삼거리’)이 나오는데, 왼쪽 길로 내려가면 낙성대역에 이르게 되며 오른쪽 길로 내려갈 경우 버들골, 노천강당, 교수회관, 학군단, 신공학관 등으로 갈 수 있다. 낙성대역을 향하는 길에는 서울대학교 기숙사인 ‘관악사’와 교수 회관인 ‘호암교수회관’이 있다.
한편 경영대-법대백주년기념관-문화관-중앙도서관-공대 폭포로 캠퍼스를 관통하는 길은 ‘걷고 싶은 거리’로 조성돼 있다. 걷고 싶은 거리는 주위 조경과 보도를 정비하였으며 밤에는 은은한 조명 시설이 걷고 싶은 거리를 비춘다. 학교가 관악산을 끼고 있기 때문에 학내 각종 도로들은 등산객들에게 관악산 정상 등반을 위한 등산로로도 애용된다. 신공학관 부근에서 ‘자운암’이라고 쓰인 표지판 쪽 계단으로 올라가면 관악산 정상으로 이어진다. 봄에는 캠퍼스 내 벚꽃, 진달래, 개나리의 만개로 상춘객의 발길이 빈번하다. 2008년 4월 25일, 서울대학교는 캠퍼스 안에 있는 규장각, 미술관, 박물관, 문화관, 중앙도서관 등 5개 거점 문화시설을 활용해 ‘문화 캠퍼스’로 만드는 작업을 시작하였으며 그 첫 프로그램으로 다음날인 26일에 학부모 3천여 명을 초청해 문화 행사를 개최했다.

#### 연건캠퍼스

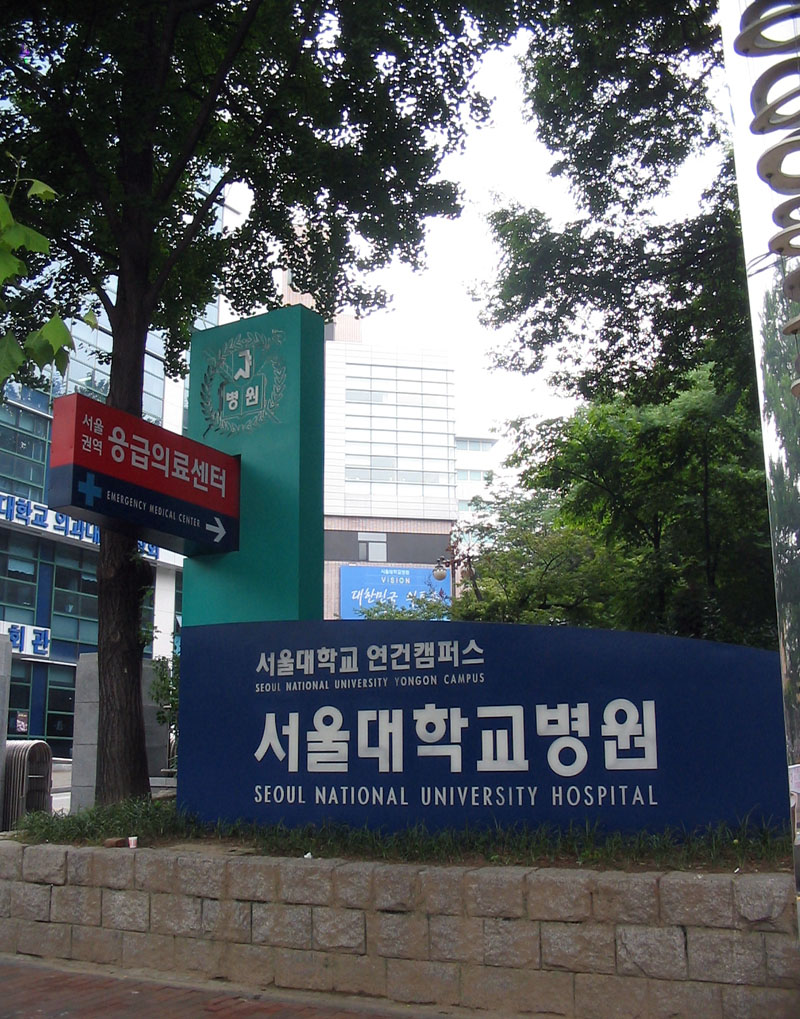
서울대학교병원과 함께 있는 연건 캠퍼스

옛 경성제국대학 의학부 자리에 터를 잡은 연건캠퍼스에는 의과대학, 치의학대학원, 간호대학이 있으며, 서울대학교병원도 이곳에 있다. 대학로와 창경궁로 사이에 있으며, 수도권 전철 4호선 혜화역에서 가깝다. 캠퍼스의 중심에 서울대학교병원 본관이 있으며, 의과대학 본관, 함춘회관 등이 대학로 쪽에, 치과대학이 창경궁로 쪽에 자리 잡고 있다. 2025년까지 간호대학은 관악으로 이전하기로 하였다.

#### 평창캠퍼스
강원특별자치도 평창군 대화면 신리에 위치하며, 2014년 6월 12일 정식으로 준공식이 열렸다. 국제농업기술대학원이 평창캠퍼스 내의 유일한 교육기관이며 현재 약 100명 이상의 석사 박사과정생들이 수업 및 연구에 집중하고 있다. 캠퍼스 전체가 농업 및 바이오 집중 기관이다 보니 대중들에게 많이 알려지지 않은 면이 있다. 방문하기 위해선 KTX 평창역에서 하루 5회 운행하는 시내버스를 타고 이동하거나 택시를 타야한다. 택시비는 가장 가까운 문으로 진입 시 5500원이다.

#### 기타
과거에 농업생명과학대학, 수의과대학이 있던 수원캠퍼스는 이들 단과대학이 2003년 관악캠퍼스로 이전함에 따라 매각이 추진 중이지만 이뤄지지 않고 있다. 서울대 법인화 이후 동쪽 부지는 서울대학교 소유로 남았지만 서쪽 부지는 기획재정부 소유가 되었다. 서울대학교는 서울대 소유인 구 농학도서관을 리모델링해서 중앙도서관의 오래된 책들을 보존하기 위한 보존도서관을 만들었다. 기획재정부와 경기도가 구 수원캠퍼스의 정부 소유 부지를 경기도 소유 경인교육대학교 경기캠퍼스 부지와 교환함에 따라 정부 소유 부지는 모두 경기도로 소유권이 넘어갔고 경기상상캠퍼스가 되었다. 수원캠퍼스의 서울대 소유부지 기숙사(상록사)는 경기도 수원 소재 대학생들을 위해 경기도에 임대를 주었다.
2008년 경기도 수원시 영통구 광교신도시에 차세대융합기술연구원을 세웠으며, 서울대학교 융합과학기술대학원은 본부는 관악에 있지만 수업과 연구는 광교의 차세대융합기술연구원 건물에서 이뤄진다. 그리고 서울대학교 시스템면역의학연구소는 강원특별자치도 홍천군 화촌면에 조성됐다. 인천경제자유구역 청라지구에 한국과학기술원과 함께 국제 과학 복합 연구 단지를조성할 계획이 있었으나 무산됐다. 강원특별자치도 평창군에 그린바이오 첨단 연구 단지인 평창캠퍼스를 조성했다. 평창캠퍼스는 평창역 인근에 있다.
서울대학교는 또한 전라남도 구례군과 광양시 등지에 200km2에 가까운 연습림을 소유하고 있다.

## 대학 및 개설 학과
국립대학법인 서울대학교의 교육조직은 국립대학법인 서울대학교 설립ㆍ운영에 관한 법률(이하 '서울대법') 제4조 제1항 제6호, 국립대학법인 서울대학교 정관(이하 '서울대정관') 제30조에 따라 서울대학교 이사회에 제·개정 권한이 있는 학칙으로 위임되어 있다. 이에 따라 서울대학교 학칙(이하 '학칙') 제2장 제2절 제14조 내지 제22조가 '교육조직'이라는 제목으로 대학, 대학원의 편제를 규정하고 있다.

### 학부 과정
서울대학교 학칙 제14조 제1항, 제3항 별표 1에 따라 2022년 기준 15개 단과대학에 83개 학과(부)가 설치되어 있다. 각 학과별 정원은 학칙 제16조 제1항 별표2가 규정하고 있다.
단과대학별 개설 학과의 연혁을 개요하면 다음과 같다. 치의예과 및 치의학과는 2002년 학번 50명을 마지막으로 더 이상 학부 신입생을 받지 않다가 ‘치의학전문대학원’ 제도로서 대학원에 통합된 후에 2014년 입시에서부터 다시 치의학과 학석사 통합과정 모집단위를 운영하며 이 단위로 신입생을 선발하고 있다. 또한 2009학년도부터는 서울대학교 법학대학원의 개원으로 법학부의 신입생을 받지 않는다. 2008학년도 신입생부터는 주전공 외에 설계전공, 복수전공, 부전공, 연합전공, 연계전공 등 다른 학과의 학점을 필수적으로 이수해야 하는 제2전공제(규범화 되지는 않음)가 사실상 의무적으로 실시됐다. 2017학년도 신입생부터 광역으로 모집하던 사회과학대학을 학부 별로 모집한다.
서울대학교 학부 과정 학과 목록은 다음과 같다.
- 인문대학

|  | - 국어국문학과 - 독어독문학과 - 국사학과 - 종교학과 | - 중어중문학과 - 노어노문학과 - 동양사학과 - 미학과 | - 영어영문학과 - 서어서문학과 - 서양사학과 - 철학과 | - 불어불문학과 - 언어학과 - 고고미술사학과 - 아시아언어문명학과 |

- 사회과학대학

|  | - 정치외교학부 정치학전공 - 인류학과 - 사회학과 | - 정치외교학부 외교학전공 - 심리학과 | - 경제학부 - 지리학과 | - 언론정보학과 - 사회복지학과 |

- 자연과학대학

|  | - 수리과학부 - 화학부 | - 통계학과 - 생명과학부 | - 물리천문학부(물리학전공) - 지구환경과학부 | - 물리천문학부(천문학전공) |

- 공과대학

|  | - 건설환경공학부 - 전기·정보공학부 - 산업공학과 | - 기계공학부 - 컴퓨터공학부 - 에너지자원공학과 | - 항공우주공학과 - 화학생물공학부 - 원자핵공학과 | - 재료공학부 - 건축학과 - 조선해양공학과 |

- 농업생명과학대학

|  | - 식물생산과학부 - 바이오시스템·소재학부 - 농경제사회학부 | - 산림과학부 - 조경·지역시스템공학부 | - 응용생물화학부 - 식품·동물생명공학부 |

- 미술대학

|  | - 동양화과 | - 서양화과 | - 조소과 | - 디자인과 (시각디자인전공, 산업디자인전공) | - 공예과(금속공예전공, 도예전공) |

- 음악대학

|  | - 성악과 | - 작곡과 | - 기악과 | - 국악과 |

- 사범대학

|  | - 교육학과 - 독어교육과 - 윤리교육과 - 생물교육과 | - 국어교육과 - 사회교육과 - 수학교육과 - 지구과학교육과 | - 영어교육과 - 역사교육과 - 물리교육과 - 체육교육과 | - 불어교육과 - 지리교육과 - 화학교육과 |

- 생활과학대학

|  | - 소비자아동학부 소비자학전공 | - 소비자아동학부 아동가족학전공 | - 식품영양학과 | - 의류학과 |

- 약학대학[48]

|  | - 약학과 | - 제약학과 |

- 연합전공

|  | - 계산과학 - 정보문화학 | - 글로벌환경경영학 - 벤처경영학 | - 기술경영 | - 영상매체예술 |

- 수의과대학: 수의예과, 수의학과
- 간호대학: 간호학과
- 경영대학: 경영학과
- 의과대학: 의학과, 의예과
- 자유전공학부: 자유전공학부.

### 대학원
서울대학교 학칙 제14조 제2항에 따라 서울대학교는 고등교육법 제29조의2 제1항 제1호에 해당하는 1개의 일반대학원과 제2호에 해당하는 12개의 전문대학원을 두고 있다.
서울대학교 일반대학원은 고등교육법 제35조 제2항, 제6항 및 같은 법 시행령 제43조 제2항에 따른 학술학위로서 석사학위와 박사학위를 수여하는 단일기관이다. 일반대학원이 하나만 설치되어 있으나, 하나의 일반대학원에서 모든 학위과정을 운영하는 것이 아니라 학칙 제10조 제2항에 따라 일반대학원장이 각 대학장(대학 학장) 및 전문대학원장(대학원 원장)에게 위임하여 운영하는 구조이다. 다만 학칙 제10조 제2항에 의하여 일반대학원 학생들의 소속까지 개별 대학 및 전문대학원에 위임되는 것은 아니므로, 일반대학원 학생들은 학칙 제15조에 따라 교육과정이 위임된 각 대학·전문대학원 소속이 아닌 일반대학원 산하의 학과·전공·협동과정 중 1곳의 소속이 된다. 일반대학원에 석사과정은 5계열, 72학과(부), 31협동과정이, 박사과정은 5계열, 73학과(부), 32협동과정이 설치되어 있으며 각 과정별 정원은 학칙 제17조 제1항 별표3에 따라 규정되어 있다.
서울대학교에 속한 전문대학원은 총 12곳으로, 이들은 학칙 제90조 제2항에 따라 원칙적으로 고등교육법 시행령 제43조 제2항의 전문학위가 수여되나 예외적으로 학술학위를 수여받을 수 있다. 다만 법학전문대학원의 경우 다른 전문대학원과 달리 고등교육법 제29조의2 제3항에 따라 법학전문대학원 설치ㆍ운영에 관한 법률에 따른 추가적인 규율을 받게 된다. 이에 따라 서울대학교는 또한 2008년에 법과대학 신입생을 더 이상 뽑지 못하게 되었고 전문대학원인 법학전문대학원 체제로 전환되어 매년 정원의 1/3 이상을 타대학 출신으로 선발해야만 하게 되었다. 한편 2016년에는 공학전문대학원이, 2020년에는 데이터사이언스전문대학원이 개원하였다.
- 보건대학원: 보건학과, 환경보건학과
- 환경대학원: 환경계획학과, 환경조경학과
- 행정대학원: 행정학과, 정책학과, 공기업정책학과
- 국제대학원: 국제학과
- 공학전문대학원: 응용공학과
- 의학대학원: 의학과
- 수의학대학원: 수의학과
- 치의학대학원: 치의학과
- 경영전문대학원: Global MBA, SNU MBA, Executive MBA
- 법학전문대학원: 법학과
- 융합과학기술대학원: 나노융합학과, 디지털정보융합학과, 지능형융합시스템학과, 분자의학 및 바이오제약학과
- 국제농업기술대학원: 국제농업기술학과
- 데이터사이언스전문대학원: 데이터사이언스학과

## 대학 시설

### 도서관

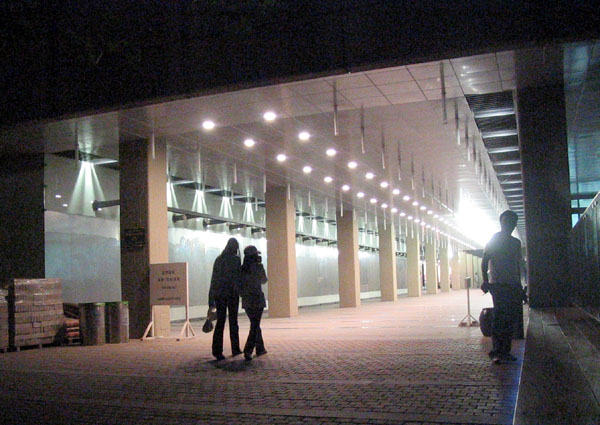
중앙도서관 통로의 야경

중앙도서관: 1946년 개교하면서 경성대학의 건물과 서적을 이어받아 개관하였다. 1949년 도서관 명칭을 ‘국립서울대학교중앙도서관’에서 ‘서울대학교 부속도서관’으로 변경하였으며 1975년 1월 본관을 관악캠퍼스로 옮기면서 도서관 명칭을 ‘서울대학교도서관’으로 변경하였고, 1992년 다시 ‘서울대학교중앙도서관’으로 변경하였다. 수원캠퍼스에 있던 농업생명과학대학이 관악캠퍼스로 이전함에 따라 2005년 농학도서관도 수원캠퍼스에서 관악캠퍼스로 이전하였다. 2006년 기준으로 분관으로는 사회과학도서관, 경영학도서관, 농학도서관, 법학도서관, 의학도서관, 치의학도서관, 국제학도서관 등 총 7개가 있다. 중앙도서관은 관악캠퍼스 62동으로 대학본부 뒤쪽에 자리 잡고 있으며, 2009년 기준으로 분관을 포함한 총 장서량은 약 4백만 권이다.
도서관 내 열람실은 재학생 전용 열람실과 일반인도 사용 가능한 열람실로 나뉜다. 그동안 국립 대학교라는 성격에 비추어 지역 주민도 자유로이 이용할 수 있도록 전 열람실이 일반인에게도 개방되면서 운영돼 왔는데 서울대학교 학생들의 열람실 부족으로 인해 학내에서 개방 여부에 따라 토론이 계속 있어 왔다. 시간이 지날수록 열람실 부족 현상이 심화되자, 현재는 일부 열람실의 일반인 출입은 제한하게 됐다.
관정관: 기존 중앙도서관에 이어 별설된 제2의 중앙도서관이다. 기존 중앙도서관의 시설 노후와 학업 공간의 수요를 충당하지 못함에 따라 2012년부터 별관 신설이 계획되어 공모전을 통한 디자인이 입안되었으며 12년 3월부터 신축 기금 1000억 원 모금행사를 펼친 결과, 불과 2개월 만에 이종환 장학재단의 이종환 이사장이 단일 최대 기부 액수인 600억을 지원키로 하였고, 이어 수많은 교원과 각계각층의 동문 및 본교와 직접 관련이 없는 뜻 있는 일반인까지 약 700여 명이 모금에 동참하면서 약 100억 원을 마련했다.
2013년 5월 29일에 기공식이 있었고 당초 예정보다 완공이 지연되다가 2015년 2월 5일, 마침내 준공식을 가진 후 2월 23일 개관했다. 제2도서관의 이름은 관정관이라 하였는데 크게 기부한 이종환 명예이사장을 기려 그의 아호 관정(冠庭)을 딴 것이다.
지하 1층, 지상 7층으로 구성되어 총넓이 약 2만 7천320m2이며 열람실 4천석, 공동학습실, 멀티미디어실, 스터디가든, 콘퍼런스룸, 실내정원 등이 시설되어 있고 건설에 기부한 유지자들을 기려 도서관 내부 서가와 의자, 기타 시설 등에는 100만 원 이상 기부한 이들의 이름이 새겨져 있다. 또 통로로 연결된 기존 중앙도서관 (3만 500m2)과 합하여 국내 대학교 중 명실상부 최대 규모의 도서관을 갖추었다.
그 완공과 함께 각종 상업 시설이 더불어 들어서는 것과, 교외 일반인 및 본교 졸업자의 출입을 제한하는 문제로 하여 논란을 빚기도 하였다.

### 규장각

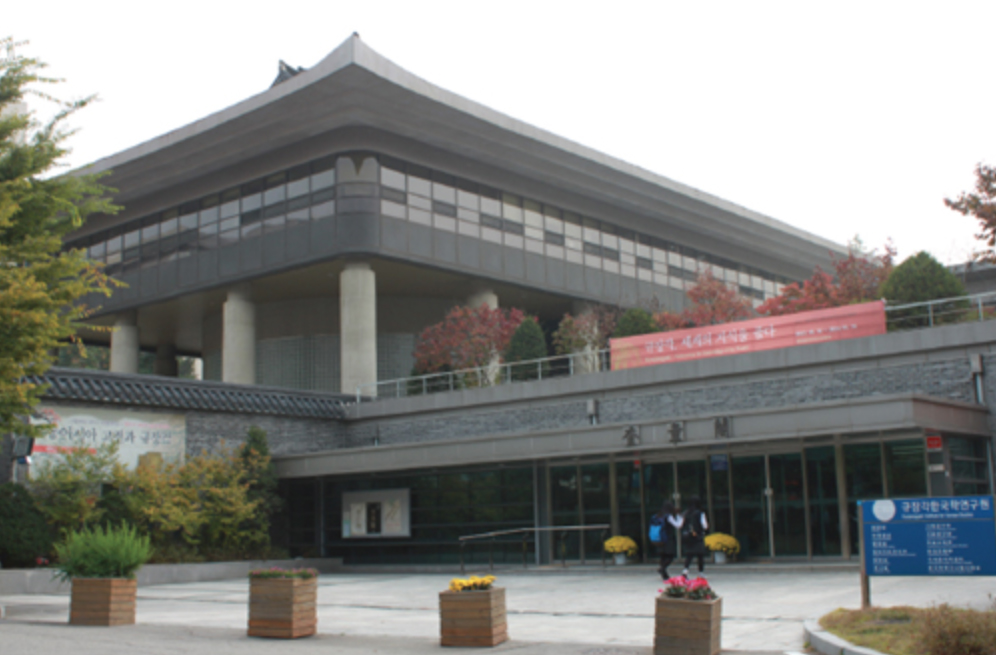
규장각

1962년 5월에 서울대학교 부속중앙도서관 안에 ‘규장각 도서위원회’가 설치됐다. 1990년 6월에 규장각 전용 건물이 준공돼 교내 G1 게이트 우측편, 현재의 위치에 자리하게 됐다. 한국학연구에 기초자료가 되어온 규장각 도서 이외에 17만 5천여 책의 고도서, 5만 여점의 고문서, 1만 8천여 점의 책판 등 총 30만 여점의 자료를 소장하고 있다. 2006년 2월 1일에는 서울대학교 규장각과 서울대학교 한국문화연구소가 통합되면서 현재의 ‘규장각한국학연구원’이라는 이름으로 설립됐다.
1986년부터 고문서 간행사업을 시작한 ‘규장각 자료조사 사업’이 진행돼 오고 있으며 2001년부터 ‘한국학장기기초연구사업’을 진행하면서 한국학 관련 연구 과제를 지원하고 있다. 한국학에 대한 워크숍/심포지엄, 콜로퀴엄, 학술세미나 등의 학술행사 열고 있으며 시민강좌, 초서강좌 등 일반인들을 위한 교육 프로그램을 제공한다. ‘한국문화’, ‘규장각’, ‘Seoul Journal of Korean Studies’ 등 학술지를 발행하고 있으며 무료로 자료를 열람하고 전시를 관람할 수 있다. 현재 원장은 국사학과 교수 김인걸이다.

### 연구 기관
서울대학교의 연구 기관으로는 주관대학연구소, 본부직할연구소, 국가지원연구센터, BK21플러스 사업단, 그리고 HK 사업단이 있다. 본부직할연구소로서는 다음과 같은 연구소들이 있다.
| - 통일평화연구원 - 생명공학공동연구원 - 금융경제연구원 | - 아시아에너지환경 - 지속가능발전연구소 | - 그린바이오 - 과학기술연구원 |

또한 대한민국 최초의 국제 기구인 국제 백신 연구소(IVI)도 위치해 있다.

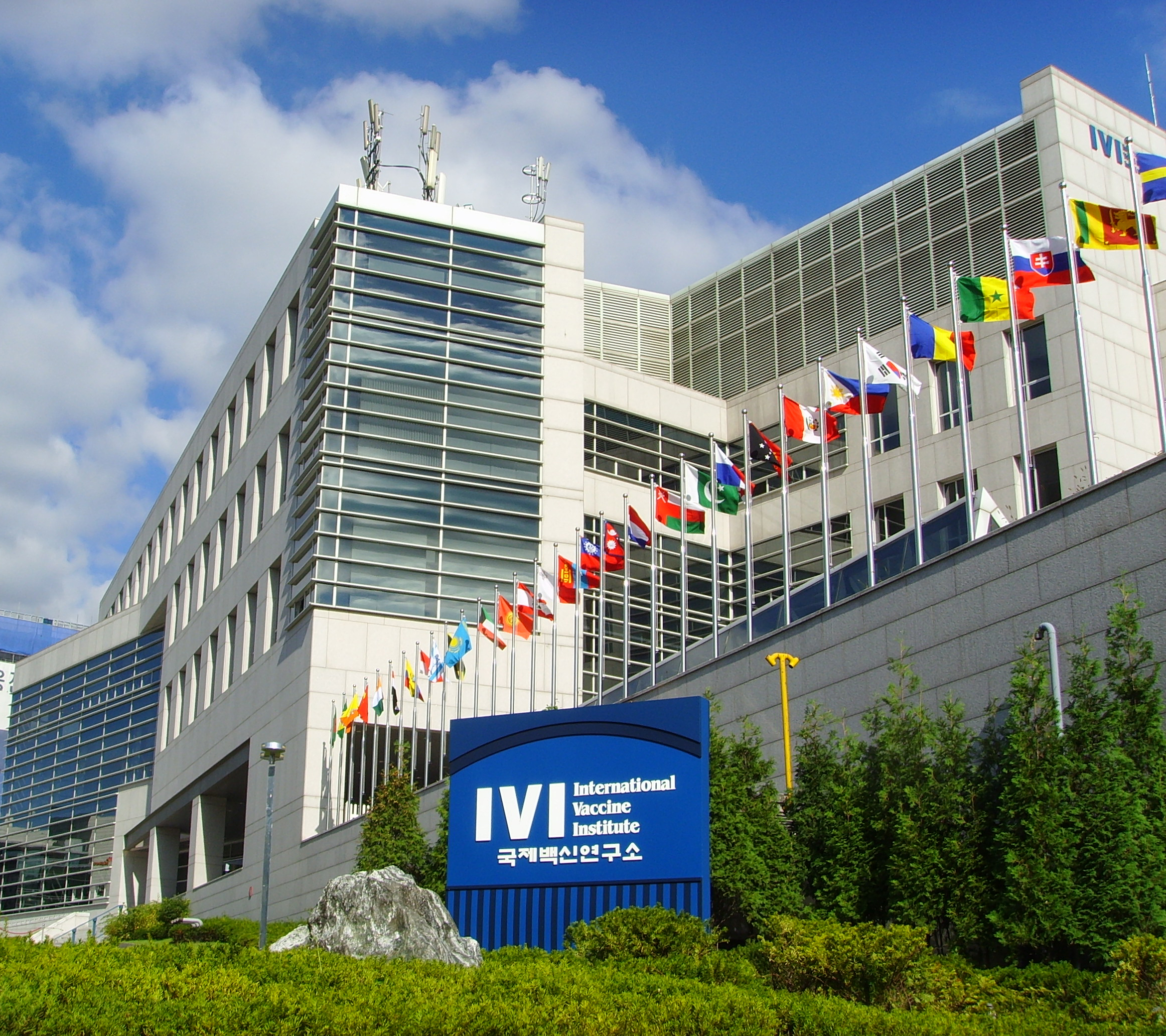
국제 백신 연구소 건물

### 미술관
1995년 미술대학 동양화과 이종상 교수가 미술관의 건립 건의안을 냈으며 삼성문화재단의 기증으로 만들어졌다. 설계는 네덜란드의 건축가 렘 콜하스가 맡았으며, 지상 3층, 지하 3층, 연면적 1357평의 규모로 삼성물산에서 시공을 맡았다. 2003년 관악 캠퍼스 정문 옆에 착공하는 것을 시작으로 2005년에 완공, 2006년 6월 8일에 개관하였다. 건물의 절반이 지면에서 떨어져 떠있는 것이 특징이다. 건물 내에 기둥이 전혀 없을 뿐 아니라 나선형 계단으로 각 층이 연결돼 있는 독특한 구조로 국내 미술계와 건축계의 주목을 받아왔다. 현재 미술대학 디자인학부 권영걸 교수가 미술관장을 맡고 있다. 2007년 10월 9일에는 마르그레테 2세 덴마크 여왕이 방문하기도 했다. 외부인은 유료 관람비를 지불해야 한다.

### 박물관
서울대학교 박물관은 관악캠퍼스에 있는 부속박물관이며, 1946년 대학의 설립과 함께 ‘서울대학교부속박물관’이란 이름으로 개관하였다. 이는 1941년 세워진 경성제국대학 진열관의 동숭동 건물과 유물을 그대로 이어받은 것이다. 1975년 중앙도서관 6층으로 옮겨졌으며 이름도 ‘서울대학교 박물관’으로 변경됐다. 1993년 동원관 옆에 있는 현재의 신축 건물로 이전됐다.
1층에는 고고역사와 현대미술 및 기획물을, 2층에는 인류민속과 전통미술을 전시하고 있다. 주요 상설 전시물로는 발해 소조불상, 근역화휘, 김홍도와 장승업의 작품을 비롯하여 각종 고고유적 출토물과 자연사 표본 등이 있다. 현재 박물관장은 인문대학 고고미술사학과 교수 이선복이다.

### 언어교육원
언어교육원은 1963년 서울대학교 동숭동 캠퍼스에서 어학연구소로 발족하여 2001년 언어교육원으로 승격하였다. 언어교육원은 서울대학교 구성원에게 영어를 비롯한 외국어 교육을 실시하며, 외국인에게 한국어 및 한국문화를 가르치고 있다. 이 밖에도 국가공인 영어능력 인증시험인 ‘TEPS’, ‘TEPS- Speaking & Writing’, ‘u-TEPS’ 등과 중국어, 일본어를 포함한 6개의 외국어 능력을 측정하는 ‘SNULT’를 연구 개발하고 있으며, 언어학 학술지 《어학연구》를 발행한다. 현 원장은 인문대학 국어국문학과 교수 전영철이다.
산하에 외국어교육센터, 한국어교육센터, TEPS 측정 센터, SNULT 센터가 있다. 언어교육원은 관악 캠퍼스 수의대와 행정대학원 옆에 있으며, 연건 캠퍼스에서도 분원을 두어 교육을 하고 있다.

### 학생생활관(구 기숙사)

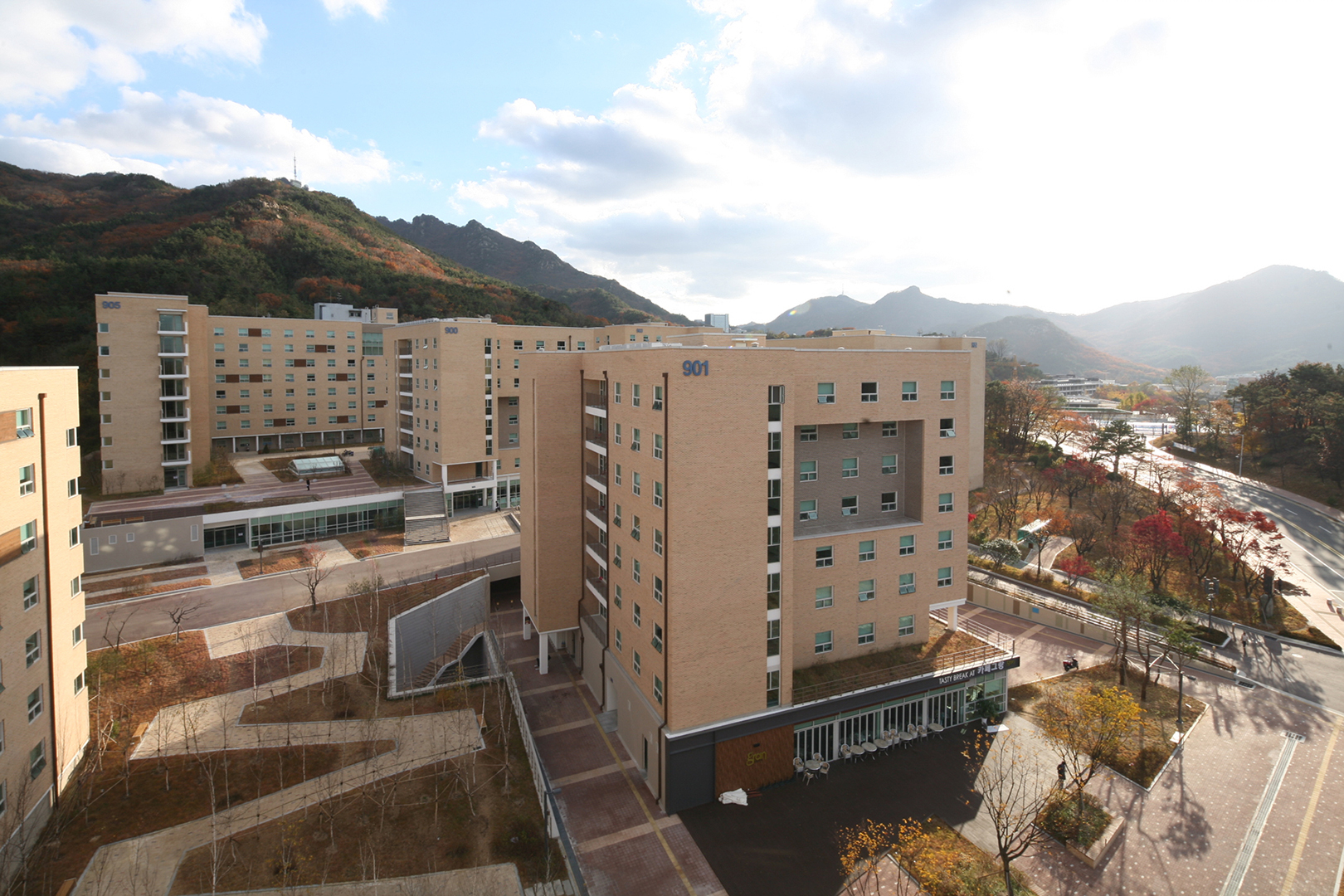
관악사 전경

서울대학교 관악사는 학부생활관, 대학원생활관, 그리고 가족생활관으로 구성돼 있다. 1975년 8월 서울대학교 설치령 제 14조에 의거, 관악사 5개동과 후생동 1개동을 개사하였으며, 당시 수용인원은 남학생 970명이었다. 여학생 거주동은 1983년 3월에 개사됐고, 수용인원은 288명이었다. 1996년 8월에는 기혼 대학원생들을 위한 가족생활관을 개사하였고, 수용세대는 200세대이었다. 1999년 9월에는 918동 1인실 대학원생활관을 개사하였고, 수용인원은 304명이었다. 2004년 3월에는 919동 아파트형 기숙사를 개사하였고, 수용인원은 990명이었다. 2010년 9월에 BTL생활관을 개사하였고, 7개동으로 수용인원은 2,500명이었다. 2014년 6월을 기준으로 학부생활관 8개동, 대학원생활관 7개동, 가족생활관 5개동으로 총 5,010명의 수용규모를 갖추고 있고, 여기에는 전 세계 80여 개국에서 유학을 온 1,000여 명의 외국인 학생들도 포함돼 있다. 현재 사감은 수의과대학 수의학과 김대용 교수이다. 다른 학교들과 달리 특별히 제한된 출입 시간은 없는 것이 특징이다.
더 상세한 사항들은 ‘관악사 가이드 북’(안내책자) 에 기술돼 있다. 관악사에서는 해마다 관악사 가이드 북을 발간하여 다양한 정보들을 제공하고 있으며, 외국인 학생들을 위해서 영문판 도 제공하고 있다.
관악사는 숙박 외에도 다양한 교육 프로그램들을 운영하여 학생들의 생활을 지원하고 있다. 2012년 12월부터 서울대학생을 대상으로 소통·봉사·팀웍의 민주시민의 역량을 갖춘 사회적 리더 양성하기 위한 반복 트레이닝 토론 프로그램인 아크로폴리스프로그램을 운영하고 있다. 또한, 2014년 6월부터 관악사 거주 사생이 자신이 준비한 학업 관련 컨텐츠를 영상매체를 통해 다른 관악사 구성원과 자발적으로 공유하는 지식나눔프로그램, 서울대학교 관악사 지식실천공유프로그램(GKNet)을 운영하고 있다.
서울대학교 연건사는 의과대학 등이 있는 연건캠퍼스에 있는 기숙사로 일반 사생동은 553명, 가족 생활동은 17세대의 수용 규모를 갖추고 있다. 함춘사는 130명, 국제회관은 51명이 그 수용 규모이다.

### 기타 시설
- 기록관 은 1997년 7월 서울대학교 기록 및 역사 보존을 위해 설치된 대학 사료실에서 출발하였으며, 2001년 9월에 현재의 명칭인 기록관으로 개칭됐다. 서울대학교와 관련된 역사 기록 및 행정 문서들을 광범위하게 수집하고 있다. 기록관에 소장된 기록물은 서울대학교의 역사적 발전과 변천을 보여주는 학교사 자료를 포함해 학생 운동 관련 자료, 교수 및 동문 등이 기증한 개인 컬렉션 등이다. 일반인도 열람 및 복사가 가능하며(단, 개인 정보가 포함된 자료는 부분열람만 가능) 현재 약 5만여 건의 서울대 관련 기록을 보존하고 있다. 기록관 홈페이지를 통해 기록물을 기증할 수도 있다.
- 기초교육원 은 2002년 대학생들의 기본 소양과 각 전공의 기초 지식을 함양하는 것을 목적으로 설치됐다. 서울대학교 합격자를 대상으로 하는 영어(TEPS 평가), 수학, 물리 성취도 평가를 담당하고 있으며 성적에 따라 수준에 맞는 기초교육을 제공하고 있다. 그리고 핵심교양의 지정과 관리를 담당하고 있으며 학생들이 자율적으로 주제와 수업 방식을 선택할 수 있는 프로그램도 제공하고 있다. 현 원장은 인문대학 철학과 교수 허남진이다.[65]
- 대학생활문화원 은 학생들의 심리검사 및 상담을 비롯한 각종 프로그램을 운영하고 있다. 1962년 2월 ‘학생지도연구소’라는 이름으로 설립됐는데 1964년 의과대학 함춘회관에 있다가 1975년 관악캠퍼스 학생회관으로 장소를 옮겼으며, 2001년에 현재의 명칭을 대학생활문화원으로 변경하였다. 현 원장은 사회과학대학 사회복지학과 교수 김혜란이다.
- 평생교육원[깨진 링크(과거 내용 찾기)] 은 온/오프라인 평생교육을 통해 동반자 사회의 지식나눔을 실천하는 기관으로 2010년 5월 개원하였다. 다양한 시민교양교육 프로그램과 원격교육을 활용한 전문자격 교육을 실시하고 있으며, 이 중 서울대학교 온라인 한국어교원 양성과정은 2013년 1월 기준으로 33개국 80여개 지역의 학습자에게 서비스되고 있다. 현 원장은 국어국문학과 교수 장소원이다.

### 산하 부설학교
서울대학교 산하에는 총 4개의 부설학교가 존재한다. 서울대학교 사범대학 부설초등학교, 서울대학교 사범대학 부설중학교, 서울대학교 사범대학 부설여자중학교, 서울대학교 사범대학 부설고등학교가 그것으로, 서울대학교 법인화 이후에도 국립대학법인 서울대학교 법인 소속에 편입되지 못하고 있다가 최근 완전히 편입되었으며, 국립대학법인이 부설한 학교는 국립학교로 간주한다는 관련 법조항에 따라, 공식적으로는 국립이지만, 운영은 사립학교에 가까운 모습으로 이루어진다. 현재 서울대학교 부설학교의 교직원들 중에는 아직 국공립학교 교사들이 남아있으나, 그들이 수 년 후 정기 인사이동을 하고 법인에서 빈 자리를 채울 교직원을 새로 뽑으면, 신임 교직원들은 국공립학교 교사가 아니라 법인 소속 직원이 되므로 사립학교 교직원의 신분에 가까우며 그 외 운영 전반이 사립학교와 유사하게 이루어진다.

## 위상
대한민국 정부가 시행한 대학수학능력시험의 수석들 및 수능만점자들이 주로 서울대학교에 입학하고, 졸업생들이 대한민국 학계·정계·재계에 대거 포진돼 있다. 많은 인재를 배출해내고 있는 동시에 국내에서는 '대한민국 최고의 대학' 혹은 '대한민국의 최고 지성들이 모이는 곳'이라는 인식이 절대적이다. 이 때문에 일각에서는 금수저들만 가는 명문대인 서울대학교의 학벌주의를 타파하기 위해 서울대를 폐지해야 한다는 주장이 제기되기도 하였다. 실제로 진보정권에서는 반지성주의를 내세워 서울대학교 폐지론을 내세웠으나 절대적으로 무산되었다.
영국의 유력 일간지인 타임스가 발표한 세계 대학 평가와 전문 대학평가 기관인 QS가 발표한 QS 세계 대학 평가 등의 세계 대학 평가에서 서울대학교의 순위는 빠르게 상승하고 있다. 2005년 93위로 처음 100위권에 진입한데 이어 2006년 63위, 2007년 51위, 2008년 50위, 2009년 47위, 2010년 50위, 2011년 42위, 2012년 37위, 2013년 35위, 2014년 31위
로 아시아 최고의 명문이자 일본 최고의 명문이라고 하는 도쿄대와 동위에 자리하는 등 매년 순위가 올랐으며, 이렇듯 국외 종합 평가에서도 국내 대학 가운데 최고에 위치하고 있다. 서울대학교는 2015년까지 세계 30대 대학에 진입하겠다는 계획을 내놓은 바 있으며 2025년 이내에는 세계 순위에서 무려 10위권 대학 가운데 들겠다는 포부를 시사한 바 있다. 하지만, QS 평가는 학술적, 혹은 연구성과 보다는 평판도가 대학 순위에 큰 비중을 차지해서 신뢰성의 문제가 많이 제기된다.
삼부요인(三府要人)을 배출했다. 이승만 초대 대통령을 비롯한 역대 대통령 3명, 국무총리 15명, 국회의장 7명을 배출하여 아시아 6위·국내 1위에 올랐다. 또한, 2009년 서울대학교는 프랑스 파리 국립광업학교가 실시한 《최고경영자배출능력에 따른 대학평가》에서 세계 500대 기업 CEO 중 9명을 배출해 세계 5위에 올랐다.
2015년에 타임스 등 여러 대학 평가기관에서 평가대학을 확대하고, 채점기준을 바꾸면서 QS를 제외한 거의 대부분 대학 평가기관 순위가 하락했다. 2015년 타임스 기준 순위는 85위, ARWU 기준 순위 100위권 이하, 2018 US News&World Report 기준 순위 129위이다.
2024년에 저명한 정재계 인사를 다시 여럿 배출하며 QS가 발표한 세계 대학 순위 31위에 올랐다. 이는 도쿄대학교, 존스홉킨스 대학교, 컬럼비아 대학교보다 높은 순위이다. 하지만 나머지 한국대학은 대부분 하락했고 서울대학교만 여전히 강세로 기염을 토하고 있다.

## 학생 활동

### 총학생회

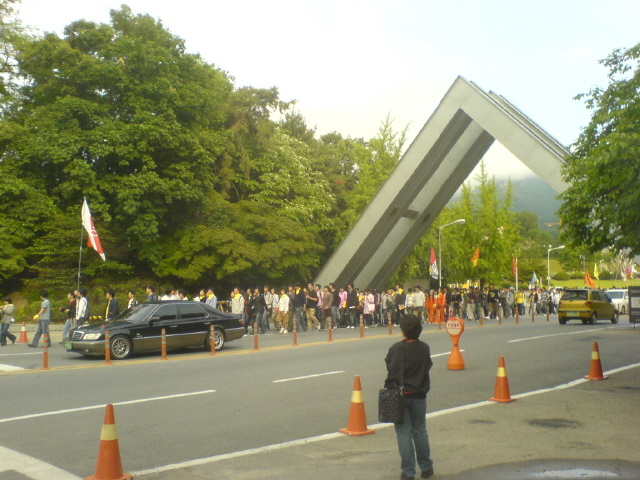
미국산 쇠고기 수입 반대 및 동맹 휴업 총투표 결의 후 행진하는 서울대학교 재학생들(2008년)

서울대학교 총학생회는 군부독재 정권 시대에서 민주화운동을 이끈 주요 대학 학생회 가운데 하나이며, 박종철 고문치사 사건에서도 알 수 있듯이 민주화의 달성과정에서 서울대학교 학생의 희생도 적지 않았다. 2007년을 기점으로 50대를 맞았으며, 3.8 여성의 날 행사, 4.19혁명 기념 대행진, 4.30 메이데이 행사, 봄 대동제(5월), 가을 대동제(10월), 총학생회 선거(11월) 등을 기획한다. 2006년 황라열 총학생회장의 탄핵과, 송동길 부총학생회장의 사퇴로 한동안 단대 회장단 회의 체제로 운영됐다. 선거는 매년 11월에 열리지만 2006년 선거 당시 투표율이 낮아 2007년 4월에 재선거가 있었으며, 학생행진(운동권 좌파) 계열인 한성실 후보가 회장으로 당선됐다. 2007년 선거에서는 비 운동권 계열인 실천 가능 선거운동본부의 전창열 후보가 당선됐고 이듬해 선거에서도 같은 선본의 박진혁 후보가 당선됐다. 이후 이른바 ‘식권파동’, ‘서울대 총학생회 선거 도청 사건’ 등을 겪으며 2009년 11월, 2010년 4월 두 차례의 총학생회 선거가 무산되며 2010년은 단과대학생회장연석회의로 운영됐다. 2010년 11월, 학생행진 계열로 사회대 학생회장 출신인 지윤이 총학생회장에 당선됐으며 이후 2012년 3월에 선출된 사노위 계열로 법대 학생회장 출신의 오준규가 총학생회장에 당선됐다. 현재 2013년 4월에 당선된 산림환경학과 소속 김형래가 총학생회장을 맡고 있다.

### 동아리
학생 동아리는 본부에 소속된 중앙 동아리와 단과대학에 소속된 단과대학 동아리로 나뉘어 있으며 본부 동아리의 수는 2006년 기준으로 103개이다. 본부 동아리에 가입한 학생들은 다양한 활동을 통해 그들의 취미와 특기를 연마한다.
서울대학교에는 체육 특기생이 없지만 야구를 비롯한 축구, 농구부 등이 존재한다. 1977년 창단한 야구부는 199패 1무 뒤에 2004년 첫 승을 거뒀으며, 축구부도 역시 같은 해인 2004년에야 18년 만에 승리를 맛보았다. 농구부도 기록은 좋지 않아, 2001년 이후로 무승을 기록하고 있다. 다만 서울대학교 복싱부는 2001년부터 대학 복싱 동아리연합대회에서 종합 우승을 네 번이나 차지하는 좋은 성적을 거두고 있다.

## 교내 언론

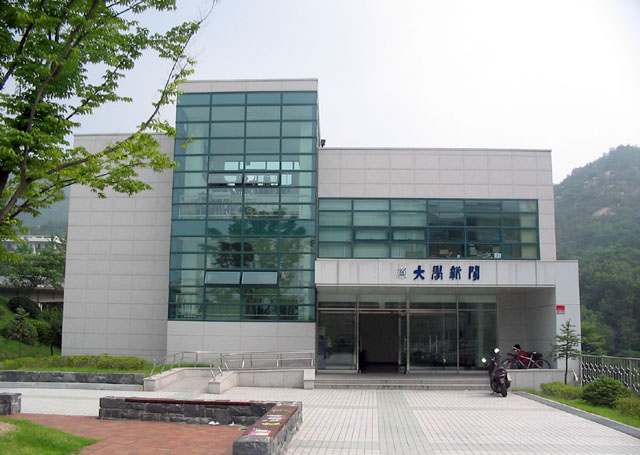
관악캠퍼스 75동에 자리 잡은 대학신문사

- 대학신문: 주간지 《대학신문》(大學新聞)은 1952년 2월 4일 한국 전쟁 피난 중에 창간돼 1953년 서울 동숭동으로 이전하였으며, 1958년부터 고교판을 발행한 적도 있다. 1960년 재정난으로 한때 발간이 중지되기도 하였지만 1975년 관악캠퍼스로 이전하여 오늘날까지 발행해오고 있다. 창간 당시에는 유료(500원)였고 한때 주 2회 찍어내던 적도 있으나 현재는 매주 월요일 무료로 배포하고 있다. 방학이나 시험기간에는 발행하지 않는다.
- 서울대저널: 월간지 《서울대저널》은 1995년 총학생회에서 《우리세대》란 이름으로 창간했다. 1997년 총학생회에서 벗어났으며, 2001년 《서울대저널》로 이름을 바꾸었다.[83]
- 교육저널: 2007년 사범대 학생회에서 준비호를 발행하였으며 이후 연 4회 혹은 3회 발간되고 있다. 준비호 발행 이후에는 사범대 학생회 소속이 아닌 독립적인 자치언론으로 운영되고 있다.
- 교지 관악: 1990년에 창간, 2014년까지 매학기 말(연 2회)에 발행되었다. 본래 총학생회 산하에 있었으나 2006년 총학생회회칙에서 해당 조항이 삭제됐다. 2014년에는 신입 기자 부족으로 폐간을 발표하였다.
- 쥬이쌍스: 여성주의 자치언론 《쥬이쌍스》는 2002년 시작하여 꾸준히 발행되고 있다.
- 스누나우: 2001년 문을 연 인터넷 뉴스 ‘스누나우’는 2007년 종간하였다.[84]
- 스누라이프(SNULife): 1999년에 개설됐으며 학내 뉴스, 선거 소식과 역사, 교수들과의 대화 등의 내용을 제공하는 등 언론으로서의 기능도 일부 담당하고 있다. 스누라이프는 비공식적인 사이트이고, 일부 학생들의 의사소통을 담당하는 사이트로써 기능하고 있다.

## 동문회
- 서울대학교 총동창회: 서울대학교는 설립과 개교 이래로 학계, 법조계, 정계, 재계, 교육계, 언론계, 문화예술계, 의료계 등 사회 다방면에 걸쳐 많은 인재를 배출하였고 33만 동문을 보유하였다. 서울대학교 총동창회는 시기별로 단독활동기(1946년 ~ 1968년 12월)와 연립활동기(1968년 12월 ~ 1976년 2월)와 종합활동기(1976년 2월 ~ 1979년 12월) 그리고 발전구축기(1980년 1월 ~ 현재)로 나눌 수 있다.

## 정문 광장

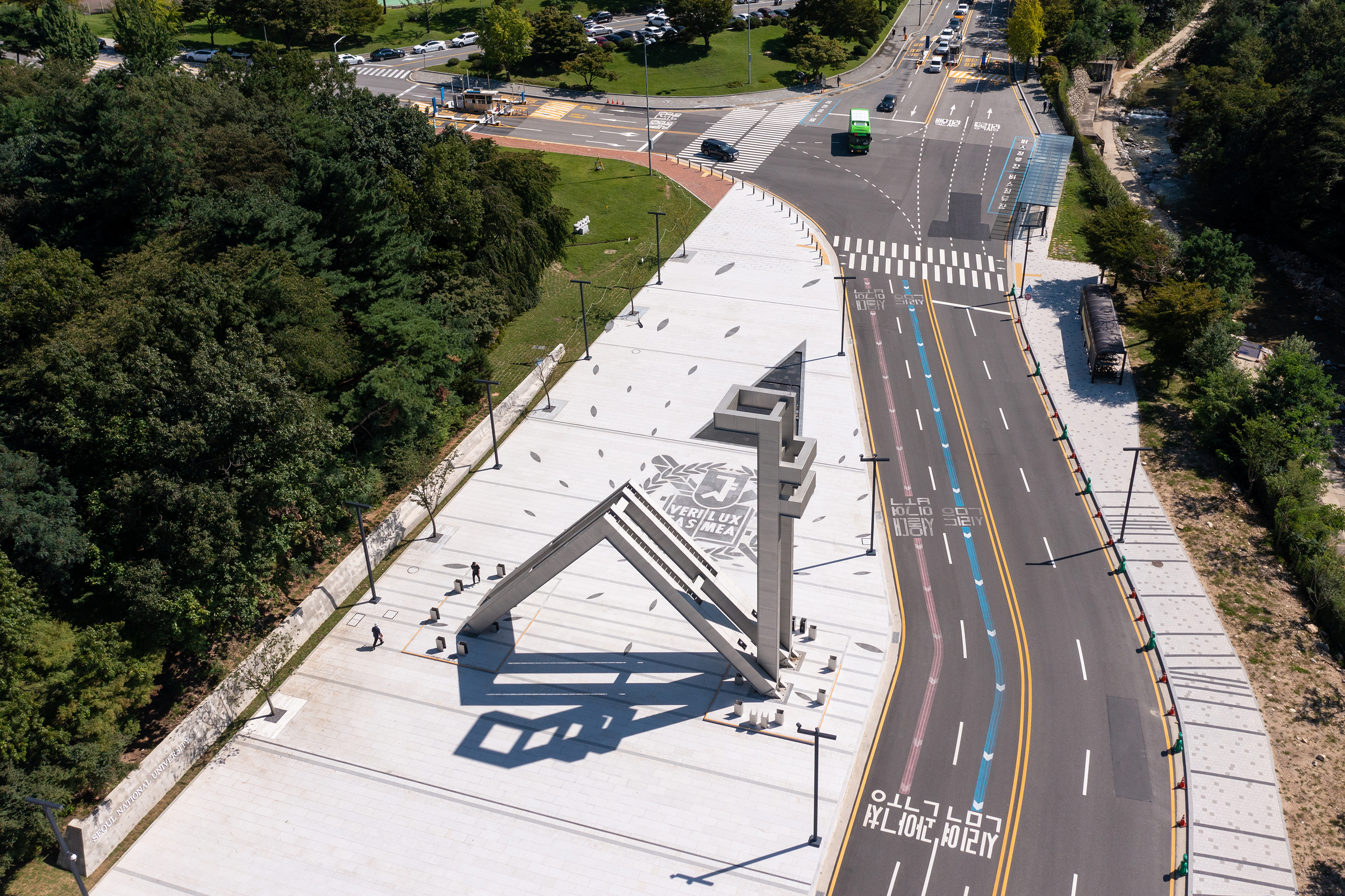
서울대학교 정문 광장 전경

정문 앞 광장의 샤 모양을 한 조형물은 서울대학교의 랜드마크이다. 서울대학교 정장에도 이 조형물이 들어가 있다. 서울국립대학교의 초성(ㅅㄱㄷ)을 표현한 조형물로 서울대학교의 교훈인 ‘진리는 나의 빛(VERITAS LUX MEA)’의 '진리'를 찾는 열쇠를 상징하는 것이기도 하다. 서울대입구역 2번 출구로부터 이어지는 관악로 14길은 여기서 이름을 본따 '샤로수길'이라 불린다. 샤로수길은 카페와 식당이 즐비한 곳으로 기실 관악구에 위치한 커다란 상권 가운데 하나이다.
2006년에는 개교 60주년을 맞아 기존 노란색에서 밝은 은회색으로 새로이 도색하고 정문 주변에 밤새 점등되는 조명을 설치했다. 이는 공적인 교육 공간의 이미지를 강화함과 동시에 24시간 깨어 있는 학문의 전당으로서의 서울대를 표현하고자 한 것이다.
2022년에는 정문 환경 개선 사업이 실시되어 정문 광장이 마련되었다. 이에 따라 조형물 바로 아래를 지났던 기존의 4차선 도로는 관악산 계곡 방향으로 옮겨졌고 정문 광장은 서울대학교 건축학과 서현 교수의 설계 아래 4월 25일 착공하여 동년 8월 24일에 완공되었다. 광장 바닥에는 서울대학교의 정장이 새겨졌고, 그 위에는 '지식의 계단'이라는 이름의 삼각형 모양의 수경 시설이 설치되었다. 'ㅅㄱㄷ' 조형물 앞에는 '지식인의 의자'가 설치되어 재학생 및 졸업생, 방문객 등이 기념 사진을 남기기에 용이하게 되었다.

## 같이 보기
- 경성대학
- 경성제국대학
- 경성고등공업학교
- 경성고등상업학교
- 경성광산전문학교
- 서울대학교 음악대학
- 서울대학교 농과대학 축구단
- 서울대학교 문리과대학 축구단
- 서울대학교 법과대학 축구단
- 서울대학교 상과대학 축구단
- 서울과학기술대학교
- 서울여자대학교
- 서울대학교 구 공과대학 본관과 교사 (현 서울과학기술대학교 다산관과 창학관): 대한민국의 등록문화재 12호
- 서울대학교 구 공과대학 광산학과 교사 (현 서울과학기술대학교 대륙관): 대한민국의 등록문화재 369호

## 참고 문헌
- 서울대학교 40년사 편찬위원회 편, 《서울대학교 40년사》, 서울대학교출판사, 1986
- 서울대학교 50년사 편찬위원회 편, 《서울대학교 50년사》, 서울대학교출판사, 1996
- 서울대학교 60년사 편찬위원회 편, 《서울대학교 60년사》, 2006, 2025년 3월 1일에 확인, (보존문서)
- 서울대학교 개교 70년사
- 서울대학교 안내(2019) (보존문서)
- 서울대학교 인류학과 50년사 편집위원회 저, 《서울대학교 인류학과 50년 (1961-2011)》, 서울대학교 사회과학대학 인류학과, 2011, ISBN 978-89-285-0169-4
- 서울대교수민주화운동50년사발간 저, 《서울대학교 교수민주화운동 50년사》, 서울대학교출판사, 1997
- 차배근, 《서울대학교 대학신문사 1》, 서울대학교출판부, 2004, ISBN 978-89-521-0536-3
- 최종고, 《서울법대시대. 내가 본 서울대 반세기》, 서울대학교출판문화원, 2013, ISBN 978-89-521-1411-2
- 한기언, 《서울대학교의 정신》, 한국학술정보, 2006, ISBN 89-534-4144-7